# 本草経集注
『本草経集注』（ほんぞうきょうしっちゅう）は、500年ころに陶弘景が編纂した中国の本草書（薬物書）である。正しくは『神農本草経集注』といい、『集注本草』とも呼ばれる。陶弘景は当時伝存していた本草書のうちで365の薬品を収載していた『神農本草経』（『本経』と略す）を底本にし、それに『名医別録』（『別録』）の365の薬品とその説を加え、合計730の薬品を収録する3巻の『神農本草経注』を編纂した。その上巻は総論で、『神農本草』の文のほかに薬物の分量、製剤法、病症別の用薬名と配合禁忌などを述べている。